# آنا كارلين
آنا كارلين (بالإنجليزية: Anna Karlin)‏ هي عَالِمَة حاسوب أمريكية، ولدت في 19 مارس 1960.